# Leska
Leska je naselje u Hrvatskoj u sastavu Grada Delnica. Nalazi se u Primorsko-goranskoj županiji.

## Zemljopis
Nalazi se unutar nacionalnog parka Risnjaka. Istočno su Bela Vodica i Crni Lug, jugoistočno su Vela Voda i Zelin Mrzlovodički, sjeverozapadno je Malo Selo.

## Stanovništvo
| broj stanovnika |       |       |       | 3     | 11    | 13    | 10    | 7     | 12    | 12    | 11    | 4     | 2     |       | 2     | 3     | 3     |
|                 | 1857. | 1869. | 1880. | 1890. | 1900. | 1910. | 1921. | 1931. | 1948. | 1953. | 1961. | 1971. | 1981. | 1991. | 2001. | 2011. | 2021. |